# Fil quàntic

Estructures de bandes calculades mitjançant una aproximació d'unió estreta per a (6,0) CNT (ziga-zag, metàl·lic), (10,2) CNT (semiconductor) i (10,10) CNT (butaca, metàl·lic).

En física mesoscòpica, un fil quàntic és un cable elèctricament conductor en el qual els efectes quàntics influeixen en les propietats de transport. Normalment, aquests efectes apareixen en la dimensió dels nanòmetres, de manera que també s'anomenen nanofils.
Si el diàmetre d'un cable és prou petit, els electrons experimentaran un confinament quàntic en la direcció transversal. Com a resultat, la seva energia transversal es limitarà a una sèrie de valors discrets. Una conseqüència d'aquesta quantificació és que la fórmula clàssica per calcular la resistència elèctrica d'un cable,
{\displaystyle R=\rho {\frac {l}{A}},}
no és vàlid per a cables quàntics (on {\displaystyle \rho } és la resistivitat del material, {\displaystyle l} és la longitud, i {\displaystyle A} és l'àrea de la secció transversal del cable).
En canvi, s'ha de fer un càlcul exacte de les energies transversals dels electrons confinats per calcular la resistència d'un cable. Arran de la quantificació de l'energia electrònica, es troba que la conductància elèctrica (la inversa de la resistència) es quantifica en múltiples de {\displaystyle 2e^{2}/h}, on {\displaystyle e} és la càrrega de l'electró i {\displaystyle h} és la constant de Planck. El factor de dos sorgeix de la degeneració de l'espin. Un sol canal quàntic balístic (és a dir, sense dispersió interna) té una conductància igual a aquest quàntic de conductància. La conductància és inferior a aquest valor en presència de dispersió interna.
La importància de la quantificació és inversament proporcional al diàmetre del nanofil per a un material determinat. De material a material, depèn de les propietats electròniques, especialment de la massa efectiva dels electrons. Físicament, això vol dir que dependrà de com interactuen els electrons de conducció amb els àtoms d'un material determinat. A la pràctica, els semiconductors poden mostrar una quantificació clara de la conductància per a grans dimensions transversals de cable (~ 100 nm) perquè els modes electrònics deguts al confinament s'estenen espacialment. Com a resultat, les seves longituds d'ona de Fermi són grans i, per tant, tenen separacions d'energia baixes. Això vol dir que només es poden resoldre a temperatures criogèniques (dins d'uns pocs graus de zero absolut) on l'energia tèrmica és inferior a la separació d'energia entre modes.
Per als metalls, la quantificació corresponent als estats d'energia més baixos només s'observa per als cables atòmics. Per tant, la seva longitud d'ona corresponent és extremadament petita, tenen una separació d'energia molt gran que fa que la quantificació de la resistència sigui observable fins i tot a temperatura ambient.
El nanotub de carboni és un exemple de fil quàntic. Un nanotub de carboni metàl·lic d'una sola paret que és prou curt com per no presentar cap dispersió interna (transport balístic) té una conductància que s'aproxima a dues vegades el quàntic de conductància. {\displaystyle 2e^{2}/h}. El factor de dos sorgeix perquè els nanotubs de carboni tenen dos canals espacials.
L'estructura d'un nanotub afecta fortament les seves propietats elèctriques. Per a un nanotub donat (n, m), si n = m, el nanotub és metàl·lic; si n − m és múltiple de 3, aleshores el nanotub és semiconductor amb un interval de banda molt petit, en cas contrari el nanotub és un semiconductor moderat. Així, tots els nanotubs de butaca (n = m) són metàl·lics i els nanotubs (6,4), (9,1), etc. són semiconductors.